# Anabel Díez
Ana Isabel Díez Navarrete (Madrid, 1957) es una periodista española.
Licenciada en periodismo por la Universidad Complutense de Madrid, ejerce esta actividad desde principios de la década de 1980. En 1983 se incorporó a la ya desaparecida Radio El País, y más tarde pasó a la redacción de El País, donde continuó su carrera profesional como redactora y columnista en los, al menos, 25 años siguientes.
Especializada en la información parlamentaria y política (en particular sobre el Partido Socialista Obrero Español) llegó a presidir la Asociación de Periodistas Parlamentarios. 
Desde finales de la década de 2000 ha colaborado en diferentes programas de análisis y tertulia política tanto en televisión (Los desayunos de TVE, 2007- , Madrid opina, 2007-2011, La noche en 24 horas, 2012), como en radio (De costa a costa, en Punto Radio, 2007-2010; Herrera en la onda, 2010-2015, Más de uno, 2015- ), En casa de Herrero en EsRadio.

## Premios
- Premio Josefina Carabias de periodismo parlamentario, 2020.[5]

- Premio «Luis Carandell» de Periodismo Parlamentario (2008; categoría de cronista parlamentario)[1][6]